# Diferente
Pour plus de détails, voir Fiche technique et Distribution.
Diferente (Différent) est un film espagnol réalisé par Luis María Delgado, sorti en 1962. Il est considéré comme l'un des premiers films espagnols à représenter les codes culturels de l'homosexualité masculine sans être censuré,.

## Synopsis
Alfredo est un fils de riche famille bourgeoise. Passionné par le théâtre et la danse, excentrique et insouciant, il se mêle aux artistes et aux gens de mauvaise vie. Son père et son frère aîné tentent de le remettre dans le droit chemin en lui proposant un travail dans l'entreprise familiale. Mais Alfredo finit par revenir à ses passions, et sa famille le traite d'efféminé.

## Fiche technique
- Titre : Diferente
- Réalisation : Luis María Delgado
- Scénario : Luis María Delgado, Alfredo Alaria, Jesús Sáiz et Jorge Griñán
- Photographie : Antonio Macasoli
- Montage : Pablo González del Amo
- Musique : Adolfo Waitzman
- Production : Jesús Sáiz
- Société de production :
- Pays :  Espagne
- Genre : mélodrame
- Durée : 102 minutes
- Dates de sortie : 1962

## Distribution
- Alfredo Alaria : Alfredo
- Manuel Monroy : le père d'Alfredo
- Sandra Le Brocq : Sandra
- Manuel Barrio : Manuel, le frère d'Alfredo
- Julia Gutiérrez Caba :  Beatriz
- Jovita Luna : une danseuse
- Inés Marco : une danseuse
- Luis Piloni : Luis
- Mara Laso : la femme de l'ouvrier
- Gracita Morales : la fille à la glace
- Jesús Puente : un invité pour noël
- Agustín González : un invité pour noël

## Récompenses
- Medallas del Círculo de Escritores Cinematográficos 1962 : meilleure musique pour Adolfo Waitzman[3]